# Deutsche Schule Cuenca
Die Deutsche Schule Cuenca (spanisch Colegio Alemán Stiehle de Cuenca), auch Deutsche Schule Stiehle liegt östlich der UNESCO-Weltkulturerbestadt Cuenca am Rio Tomebamba in den ecuadorianischen Anden. Benannt wurde sie nach dem deutschen Architekten und Priester Johannes Baptista Stiehle (1829–1899), der in Cuenca als Baumeister aktiv war.

## Geschichte
Sie ging 2002 aus einer Initiative ecuadorianischer Eltern hervor, die ihren Kindern eine hervorragende Bildung ermöglichen wollten und in der Folge einen Kindergarten sowie eine Schule mit Primar- und Sekundarstufe einrichteten. Mit Unterstützung des Deutschen Konsulats in Cuenca entstand so eine der beiden landesweit existierenden Schulen mit internationalem Abschluss („Bachillerato Internacional Multilingüe“).  Mittlerweile eine der 140  Deutschen Auslandsschulen, unterrichtet sie sowohl gemäß deutscher als auch ecuadorianischer Vorgaben.

## Auszeichnungen
Der hohe Anspruch an Bildung erhielt 2012 Anerkennung, als die Deutsche Schule Stiehle neben fünf anderen Preisträgern im Rahmen der Exzellenz-Initiative innovatives Lernen des Auswärtigen Amtes für ihr Projekt „Spaß an Wissenschaft“ ausgezeichnet wurde.

## Lage
Die Schule liegt etwa 10 km östlich von Cuenca im Vorort Challuabamba. Sie ist per Autopista (E35 - Troncal de la Sierra) erreichbar.
Seit einigen Jahren ist ein Neubau der Schule in Planung, der im Gebiet Nulti entstehen soll. Das neue Schulgebäude soll zum Schuljahr 2022/23 fertiggestellt sein.